# 11547 Griesser
11547 Griesser è un asteroide della fascia principale. Scoperto nel 1992, presenta un'orbita caratterizzata da un semiasse maggiore pari a 2,3422763 UA e da un'eccentricità di 0,2217031, inclinata di 2,03075° rispetto all'eclittica.
L'asteroide è dedicato all'astrofilo svizzero Markus Griesser.